# Вейбулл, Валодди
Валодди Вейбулл (швед. Waloddi Weibull; 18 июня 1887, Виттшёвле, Швеция — 12 октября 1979, Анси, Франция) — шведский инженер и математик.

## Биография
В 1924 году окончил Королевский технологический институт. В 1932 г. получил степень доктора философии в Уппсальском университете. Работал в шведской и немецкой промышленности в качестве инженера-консультанта.
В 1939 г. опубликовал первую монографию о распределении в теории вероятностей, которое получило его имя. С 1941 г. преподавал в Королевском технологическом университете.
Мировую известность ему принесли исследования в области усталости материалов, теории вероятностей и статистики.

## Награды
В 1972 г. был награждён золотой медалью Американского общества инженеров-механиков. В 1978 г. награждён Большой золотой медалью Шведской королевской академии технических наук.

## Основные труды
- A Statistical Distribution Function of Wide Applicability, 1951
- Fatigue Testing and Analysis of Results, 1961
- Estimation of Distribution Parameters by a Combination of the Best Linear Order Statistic Method and Maximum Likelihood, 1967